# Memphis forreri
Espèce
Memphis forreri est une espèce d'insectes lépidoptères (papillons) de la famille des Nymphalidae, de la sous-famille des Charaxinae et du genre Memphis.

## Dénomination
Memphis forreri a été décrit par Frederick DuCane Godman et Osbert Salvin en 1884 sous le nom initial de Anaea forreri.

### Nom vernaculaire
Memphis forreri se nomme Forrer's Leafwing en anglais.

## Description
Memphis forreri est un papillon aux ailes antérieures à bord costal bossu, bord externe concave, angle interne en crochet et bord interne concave.
Le dessus est bleu violet ou marron à reflets violet,avec une partie basale plus claire et aux ailes antérieures une bande submarginale bleu métallisé.
Le revers est marron à reflets métallisés et simule une feuille morte.

## Biologie

### Plantes hôtes
La plante hôte de sa chenille est Ocotea verguensis.

## Écologie et distribution
Memphis forreri est présent au Mexique, au Costa Rica et au Guatemala. Il est rarement migrant dans le Sud du Texas.

### Protection
Pas de statut de protection particulier.